# Leslie (Arkansas)
Leslie est une ville située dans l’État américain de l'Arkansas, dans le comté de Searcy.